# Alouette 2
Alouette 2 è stato un satellite artificiale canadese. Come il suo predecessore Alouette 1 (e come il satellite statunitense Explorer 31) è stato progettato per studiare la ionosfera terrestre.
Fu lanciato il 29 novembre 1965 (ore 04:48 UTC) da un razzo Thor-Agena, insieme ad Explorer 31, dalla base aerea di Vandenberg. Simile ad Alouette 1, era dotato di sistemi di supporto più sofisticati ed eseguì molti più esperimenti. La sua missione durò 10 anni, concludendosi il 1º agosto 1975.
Il suo nome deriva dal nome francese dell'allodola e dalla canzone omonima.